# Pedro María Rivas Vicuña
Pedro María Rivas Vicuña (Santiago, 27 de diciembre de 1876-ibídem, 13 de marzo de 1938) fue un diplomático, escritor, militar y político chileno.

## Biografía
Fue hijo de Pedro María Rivas de la Cruz y de Ana Vicuña y Prado. Realizó sus estudios en el Colegio San Ignacio (1884-1886) y en el Instituto Nacional. Fue primo-hermano de los exdiputados Manuel y Francisco Rivas Vicuña.
Se casó con Laura Serrano Arrieta, con quien tuvo dos hijos: Gastón y Paulo Rivas Serrano.

## Vida pública
Se plegó a las fuerzas revolucionarias durante la guerra civil de 1891 con el grado de oficial y participó en Pisagua, Viña del Mar y Placilla. Posteriormente, ocupó el cargo de intendente militar y se retiró del ejército chileno en 1916, con el grado de coronel de administración. Tras la Revolución de 1891, se desempeñó como secretario de la legación chilena en La Plata (Argentina) y en Bolivia (1895-1897), y después como ministro en China y Japón en 1925.
Desde su juventud se dedicó al periodismo; colaboró en La Flecha y en El Nacional de Iquique, escribió bajo el seudónimo de Perdican para La Ley, y fue fundador del diario radical La Época (1920) y, junto con Eduardo Phillips, de El Nuevo Siglo. Además, publicó obras de teatro y cuentos, y fue uno de los fundadores de la Sociedad de Autores Teatrales.
Militante del Partido Radical, fue uno de los secretarios de la campaña presidencial de Germán Riesco. Durante el gobierno de Juan Luis Sanfuentes (1915-1920), fue comisionado a Europa, donde estudió la reorganización del ejército chileno de acuerdo a los métodos alemanes; permaneció más de dos años en la École Militaire y en la Escuela de Ciencias Políticas. A su regreso a Chile, publicó un estudio de derecho internacional, que posteriormente fue adoptado como texto de estudio. Durante el primer gobierno de Arturo Alessandri (1920-1924), fue ministro de Relaciones Exteriores, Culto y Colonización desde el 14 de junio hasta el 2 de julio de 1923.
Fue elegido diputado por Rere y Puchacay para los periodos 1918-1921, 1921-1924 y 1924-1927. Asumió la presidencia de la Cámara de Diputados entre el 2 de junio de 1922 y el 5 de junio de 1923. Integró y presidió la comisión permanente de Relaciones Exteriores y Colonización, la comisión permanente de Guerra y Marina, y la comisión mixta de Presupuesto; la comisión de Corrección de Estilo y la Comisión Conservadora para el receso de 1919 a 1920.
Bajo el primer gobierno de Carlos Ibáñez del Campo (1927-1931), se exilió; volvió a Chile en julio de 1931. Ocupó el cargo de intendente de la provincia de Aconcagua entre 1933 y 1935.
Falleció en Santiago, el 13 de marzo de 1938.

## Obra
Entre sus escritos se encuentran:
- Sepias (Santiago: Impr. Cervantes, 1899).
- Un montón de cartas (género epistolar; Valparaíso: Impr. Universo, 1906).